# Iphiaulax dubius
Iphiaulax dubius är en stekelart som beskrevs av Josef Fahringer 1935. Iphiaulax dubius ingår i släktet Iphiaulax och familjen bracksteklar. Inga underarter finns listade i Catalogue of Life.